# Oj oj oj eller Sången om den eldröda hummern
Oj oj oj eller Sången om den eldröda hummern är en svensk färgfilm från 1966 i regi av Torbjörn Axelman. Filmen var Axelmans debut som spelfilmsregissör och han har även en större roll som skådespelare. I övriga roller ses bland andra Sven Tumba, Lena Madsén och Lasse Åberg.

## Om filmen
Filmen spelades in under februari och mars 1965 på olika platser i Stockholm (bland annat Filmstaden Råsunda och Tyresö slott). Fotograf var Gunnar Fischer, manusförfattare Axelman och Bengt Forslund och klippare Carl-Olov Skeppstedt. Daniel Bell, Börje Fredriksson, Lars Färnlöf, Erik Nordgren, Björn Liljequist och Ivan Renliden komponerade musiken. Filmen hade premiär den 1 april 1966 på biografen Spegeln i Stockholm. Den var 92 minuter lång och barntillåten.
Filmen marknadsfördes som "den första svenska popfilmen" och togs ut för att representera Sverige vid en filmfestival i San Francisco i oktober 1966, men festivalledningen avböjde att visa den inom ramen för festivalen. Samma månad deltog filmen också vid en filmfestival i Sydney och fick där ett av hedersprisen. Filmen visades också som svenskt bidrag vid de nordiska filmdagarna hösten 1966. Den engelska titeln var Well, Well, Well.

## Handling
Filmen består av en serie episoder som mer eller mindre är utformade som självständiga sketcher. Dessa bygger löst på sagan om de tre friarna och kungadottern. Filmen slutar med att ingen av friarna får prinsessans hand.

## Rollista
- Sven Tumba – kungen
- Lena Madsén – prinsessan
- Torbjörn Axelman – friare
- Ardy Strüwer – friare
- Lasse Åberg – friare
- Signe Stade – kammarsnärta
- Karin Stenbäck – kammarsnärta
- Jan Halldoff – rådgivaren
- Alenne Gebeyeho – adjutanten
- Alan Blair – TV-kommentatorn
- Dyane Gray – dansös
- Astrid Strüwer – dansös
- Louis McKinsey – dansös